# Boss of All Bosses
Boss of All Bosses es una película de comedia familiar nigeriana. Se estrenó el 15 de junio de 2018.

## Sinopsis
La rivalidad entre dos ejecutivos; Tony y Samuel, crece inevitablemente. Ninguno de ellos se detendrá ante nada por el título de ser el máximo jefe. 

## Elenco
- Akpororo
- Nedu Wazobia
- Patience Ozokwor[2]
- Adunni Ade
- Eniola Badmus

## Lanzamiento
Boss of all Bosses fue estrenada en Nigeria el 15 de junio de 2018.

## Recepción
Tireni Adebayo, del Kemi Filani News, la describió como "profundamente irritante y molesta", y continuó diciendo que podría ser "la peor película de Nollywood que hayamos visto". Omidire Idowu, para Pulse. NG, fue más elogioso al describirla como "una de las películas que exploran los problemas de Nigeria desde una nueva perspectiva".